# Fondation Gapminder
La Fondation Gapminder est une entreprise à but non lucratif basée à Stockholm qui fait la promotion des Objectifs du millénaire pour le développement des Nations unies via l'amélioration de la compréhension des données statistiques.
L'un de ses fondateurs est Hans Rosling.